# Епархия Кэрнса
 Епархия Кэрнса  (лат. Dioecesis Cairnensis) — епархия Римско-Католической церкви с центром в городе Кэрнс, Австралия. Епархия Кэрнса входит в митрополию Брисбена. Кафедральным собором епархии Кэрнса является собор святой Моники.

## История
30 января 1877 года Святой Престол учредил апостольский викариат Квинсленда, выделив его из епархии Брисбена (сегодня — архиепархия Брисбена). Руководство апостольским викариатом Квинсленда было поручено итальянским католическим миссионерам, что стало причиной неприятия их верующими, проживающими в городе Хербертоне, большинство которых было ирландцами. Разногласия привели к интердикту в 1883 году города Хербертона. Это запрещение был единственным интердиктом, происшедшим в Австралии. Позднее руководство апостольским викариатом Квинсленда было поручено монахам из монашеского ордена августинцев из Ирландии и ситуация в апостольском викариате Квинсленда стабилизировалась.
10 мая 1887 года апостольский викариат Квинсленда был переименован в апостольский викариат Куктауна.
8 июля 1941 года кафедра апостольского викариата была переведена из города Куктауна в город Кэрнс и апостольский викариат Куктауна был преобразован в епархию Кэрнса.
28 мая 1967 года в Кэрнсе началось строительство нового собора святой Моники, освящение которого состоялось 8 июля 1968 года.
14 февраля 1967 года территория епархии Кэрнса была расширена за счёт присоединения острова Четверга, который ранее принадлежал епархии Дарвина.

## Ординарии епархии
- епископ Tarquinio Tanganelli (май 1878 — октябрь 1878);
- епископ Giovanni Cani (1878 — 3.01.1882) — назначен епископом Рокгемптона;
- епископ Paolo Fortini (1882 — январь 1884);
- епископ John Hutchinson (13.05.1887 — 28.10.1897);
- епископ James Dominic Murray (28.03.1898 — 13.02.1914);
- епископ John Heavey (3.05.1914 — 12.06.1948);
- епископ Thomas Vincent Cahill (11.11.1948 — 13.04.1967) — назначен архиепископом Канберры и Гоулбёрна;
- епископ John Ahern Torpie (14.09.1967 — 5.08.1985);
- епископ John Alexius Bathersby (17.01.1986 — 3.12.1991) — назначен архиепископом Брисбена;
- епископ James Foley (16.07.1992 — по настоящее время).

## Источник
- Annuario Pontificio, Libreria Editrice Vaticana, Città del Vaticano, 2003, ISBN 88-209-7422-3